# JR九州バス

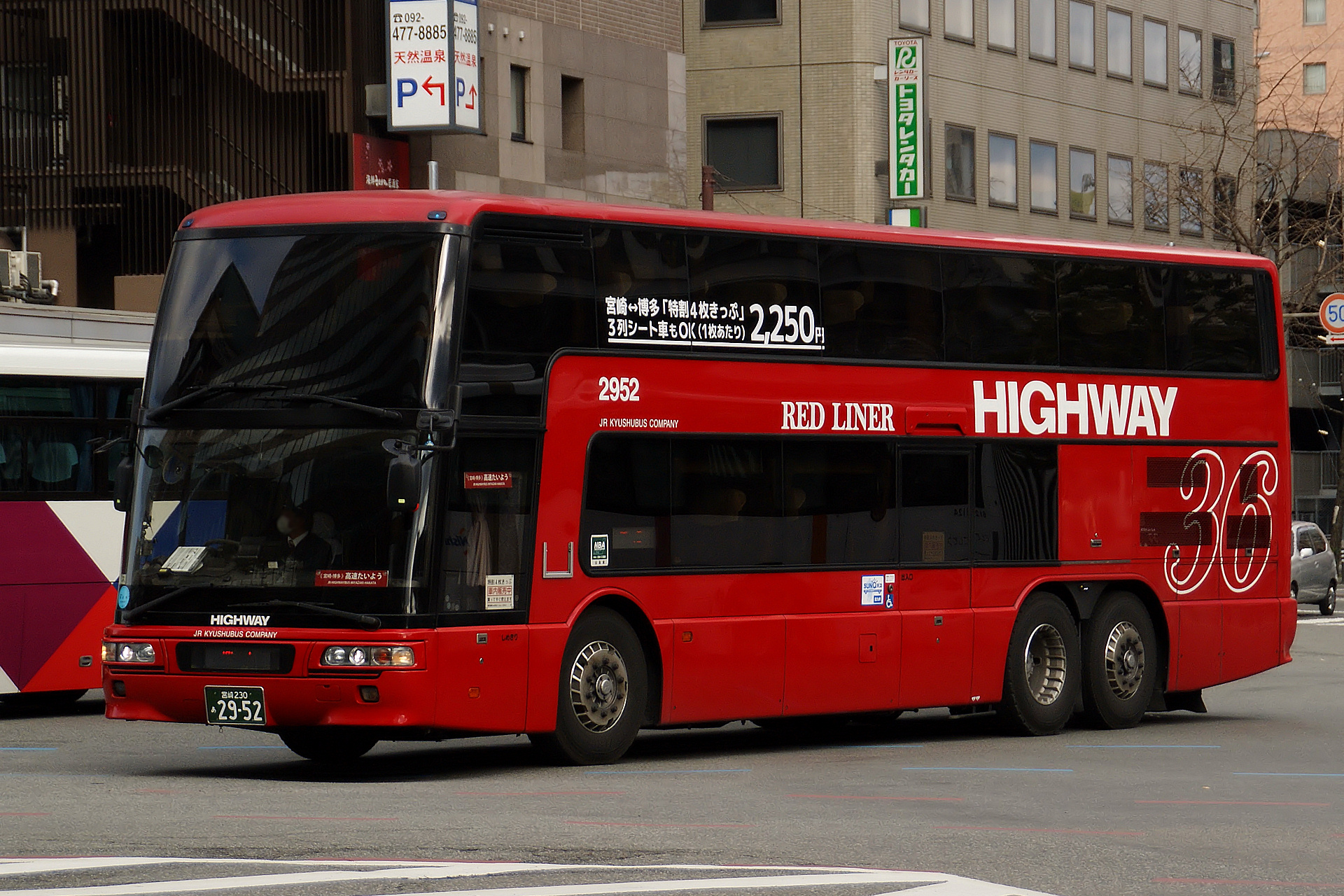
高速バス（たいよう） 744-2952

JR九州バス株式会社（ジェイアールきゅうしゅうバス）は、九州のバス事業者の一つで、九州旅客鉄道（JR九州）の100%子会社である。本社を福岡県福岡市博多区堅粕二丁目22番2号に置く。高速バス・一般路線バスのほか、貸切バス事業や定期観光バスの運行も行なっているJRバスの一つ。

## 沿革
- 1987年（昭和62年）4月1日 - 国鉄分割民営化により国鉄九州自動車部から九州旅客鉄道株式会社自動車事業部（通称:JR九州バス）に引き継がれる。
- 1989年（平成元年）7月26日 -　「フェニックス号」に新規参入。
- 1990年（平成2年）12月20日 - 「桜島号」に新規参入。
- 2001年（平成13年）2月5日 - バス事業の子会社となるジェイアール九州バス株式会社（通称：JR九州バス）を設立[1]。
  - 7月1日 - JR九州自動車事業部を全面的にジェイアール九州バスに譲渡[1]。
  - 10月19日 - 「福岡・山口ライナー」運行開始[3]。
- 2002年（平成14年） 5月31日 - 「広福ライナー」運行開始[4]。
- 2003年（平成15年）
  - 3月20日 - 「福岡・防府・周南ライナー」運行開始[4]。
  - 3月31日 - 坂ノ市線・佐賀関線全線廃止（路線は共に大分バス（大分 - 佐賀関線）に代替）。
- 2004年（平成16年）3月31日 - 宮林線全線廃止[5]（路線は宮崎交通に代替）。
- 2005年（平成17年）4月 - 鹿児島支店管内にて鹿児島共通ICバスカード「ラピカ」導入。
- 2006年（平成18年）
  - 2月28日 - 山鹿線廃止。山鹿支店閉鎖（路線は九州産交バスと熊本電気鉄道に代替）。
  - 3月31日 - 鞍手線・内ヶ磯線全線廃止（鞍手線はテクノ観光バス委託運行による[6] 宮若市バス・鞍手町コミュニティバスに、内ヶ磯線は西鉄バス筑豊にそれぞれ代替）。
- 2007年（平成19年）3月31日 - 臼三線全線廃止。大分支店閉鎖（路線は大分バスの子会社である臼津交通と大野交通（現在の大野竹田バス）に代替）。
- 2008年（平成20年）3月31日 - 東福間線・若木台線・粟島線・福間線の一部（立石 - 八並 - 筑前本木）線廃止（路線はすべて福津市の地元タクシー会社委託運行によるふくつミニバスに代替）。
- 2010年（平成22年）6月1日 - 直方都市計画事業須崎町土地区画整理事業に伴い、直方支店を福丸車庫用地へ移転。「福岡中部支店」として開業。
- 2011年（平成23年）
  - 3月12日 - 高速バス「B&Sみやざき号」運転開始。
  - 4月13日 - 高速バス「たいよう号」運転開始。「フェニックス号」からは撤退。
- 2012年（平成24年）4月11日 - 福津市で「イオンモール福津循環」先行運行開始。4月21日より本運行。
  - 4月25日 - 「たいよう号」の運行を終了し、翌4月26日より「フェニックス号」に統合（運行に復帰）。
  - 7月1日 - JR九州バス株式会社に商号変更[7]。
- 2013年（平成25年）4月1日 - 直方線でIC乗車券nimocaを導入[8]。
- 2014年（平成26年）4月1日 - 東九州自動車道の宮崎 - 延岡間全線開通を受けて、宮崎交通と共同で宮崎市～延岡市間を走る高速バス「ひむか号」が運行開始[9]。宮崎市と延岡市間がバスで結ばれるのは1998年9月以来の16年ぶりとなる[9]。
- 2015年（平成27年）
  - 4月1日 - 高速バス「パシフィックライナー」（宮崎・延岡 - 大分・別府線）の運行開始[10][11]。別府市と宮崎市が直行バスで結ばれるのは38年ぶりとなる[12]。同日、駅バスふくま〜る廃止。
  - 10月1日 - あいばすの鹿児島市郡山地域の運行受託から撤退、いわさきバスネットワークに移管。
- 2017年（平成29年）4月1日 - 直方線・嬉野線・北薩線・定期観光バスで適用していた身体障害者手帳及び療育手帳所持者への障害者割引制度を精神障害者保健福祉手帳所持者にも拡大[13]。
- 2018年（平成30年）9月30日 - この日限りで「ひむか号」から撤退。
- 2019年（令和元年）
  - 6月2日 - 嬉野線の一部路線延長、たけお競輪場・嬉野医療センター乗入れ開始。
  - 9月30日 - この日限りで、飯塚線・福間線から撤退、宮若市主体のコミュニティバス（運行：飯塚線＝誠心物流、福間線＝筑豊観光）に移管。
- 2022年（令和4年）1月15日 - 福岡中部支店を無人化、福丸車庫に名称変更し博多支店の管理下に編入[14]。
- 2023年（令和5年）8月28日 - 日田彦山線の一部区間BRT（BRTひこぼしライン）化に伴い、運行主体（経営・運行・運行管理）となる（事業主体はJR九州、運行の一部は日田バスに委託）[15][16]。これに伴い添田支店及び同支店日田営業所を開業。

## 現業機関

### 支店・営業所
| 営業所             | 所在地                           | 備考                 |
| ------------------ | -------------------------------- | -------------------- |
| 博多支店           | 福岡県福岡市博多区堅粕2丁目22-1  | JR九州バス本社併設   |
| 博多支店福丸車庫   | 福岡県宮若市金丸403-1            | 旧・福岡中部支店     |
| 嬉野支店           | 佐賀県嬉野市下宿乙475-1          |                      |
| 鹿児島支店         | 鹿児島県鹿児島市柳町8-27         |                      |
| 宮崎支店           | 宮崎県宮崎市老松2丁目6-1         |                      |
| 添田支店           | 福岡県田川郡添田町大字添田1263-3 | JR添田駅構内         |
| 添田支店日田営業所 | 大分県日田市本町8-18             | 日田バス日田営業所内 |

## 現在の運行路線

### 高速バス
JR九州バスの高速バス事業は博多バスターミナル（博多駅前）を拠点に、福岡市とおおむね300km圏の都市を結ぶ路線を中心に運行している。中でも福岡市から広島県・山口県への高速路線は、ふくふく号（福岡 - 下関、西鉄高速バス・サンデン交通）を除き、いずれもJR九州バスが運行に携わっている。また近年では、2011年3月の九州新幹線全線開業に伴う「B&Sみやざき号」、2014年の東九州自動車道（延岡〜宮崎間）全線開通に伴う「ひむか号」など、博多を拠点としない都市間路線の運行も行っている。
- 福岡 - 広島「広福ライナー」（中国JRバス・広交観光と共同運行）
- 福岡・北九州 - 広島「広島ドリーム博多号」（中国JRバスと共同運行）

※上記「広福ライナー」の夜行便。2023年10月1日以降は週末および祝日・繁忙期のみの運行。
- 福岡・北九州 - 松江・出雲線「出雲ドリーム博多号」（中国JRバスと共同運行）
- 福岡 - 都城・宮崎「フェニックス号」（西日本鉄道・宮崎交通・九州産交バスと共同運行）
- 福岡 - 鹿児島「桜島号」（西日本鉄道・南国交通・鹿児島交通・鹿児島交通観光バスと共同運行）
- 新八代駅 - 都城・宮崎「B&Sみやざき」（産交バス・宮崎交通と共同運行）

### 一般路線バス
※詳細は当該路線記事を参照のこと。
- 直方線
  - 担当： 博多支店
  - 路線

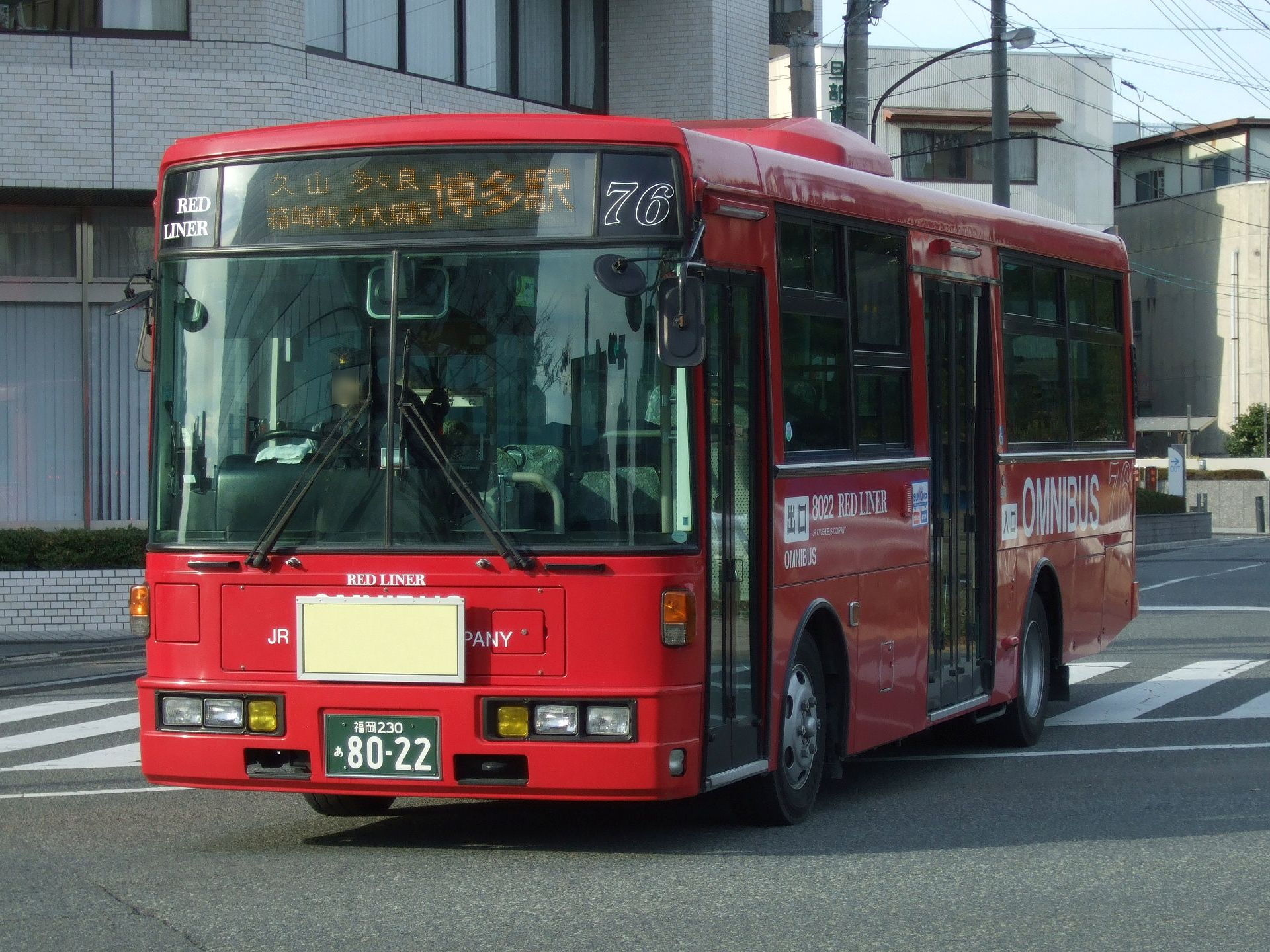
一般路線車（直方線）338-0922

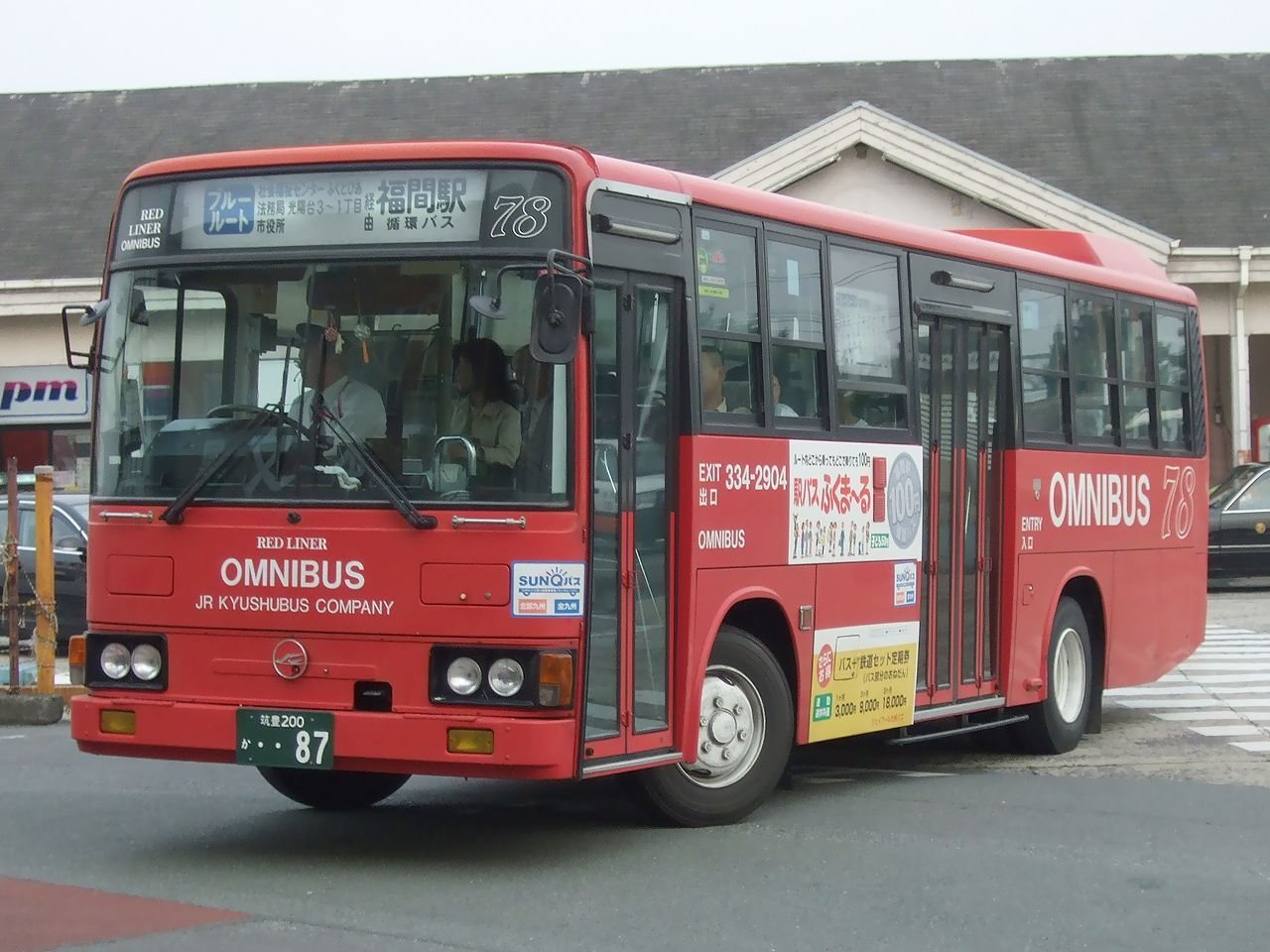
一般路線車（駅バスふくま〜る）334-2904

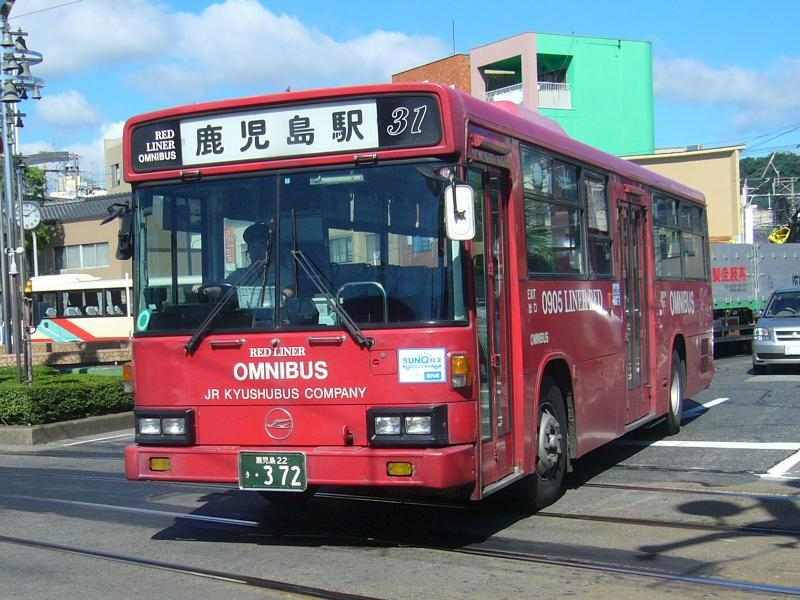
一般路線車（北薩線）531-0905

    - 本線（博多バスターミナル - 山の神 - 福丸 - 宮田 - 直方）
    - 蒲田団地支線(山ノ鼻 - 団地入口 - 蒲田団地)
    - 西日本霊園支線(山の神 - 西日本霊園(季節運行))
    - イオンモール福津循環線（福間駅さいごう口 - 四角 - 水光会総合病院前 - 貴船 - イオンモール福津 - 福間南一丁目 - 福間南二丁目 - 福間南小学校西 - 福間駅さいごう口）2019年9月30日をもって福間線が撤退したため、当路線のみ他の直方線とは離れ小島状態となっている。

  - 運行している地域
    - 福岡県福岡市
    - 福岡県糟屋郡粕屋町
    - 福岡県糟屋郡久山町
    - 福岡県宮若市
    - 福岡県直方市
    - 福岡県福津市
- 嬉野線
  - 担当：嬉野支店
  - 路線
    - 本線（たけお競輪場 - ゆめタウン武雄 - 武雄温泉駅 - 嬉野バスセンター - 彼杵駅）
    - 不動山線（嬉野温泉 - 牛の岳）

  - 運行している地域
    - 佐賀県武雄市
    - 佐賀県嬉野市
    - 長崎県東彼杵郡東彼杵町
- 北薩線
  - 担当：鹿児島支店
  - 運行している地域
    - 鹿児島県鹿児島市
    - 鹿児島県薩摩川内市
    - 鹿児島県薩摩郡さつま町
- 日田彦山線BRT
  - 担当：添田支店・添田支店日田営業所
  - 運行している地域
    - 福岡県田川郡添田町
    - 福岡県朝倉郡東峰村
    - 大分県日田市

### バス駅
- 宮田駅（停留所化）
- 福丸駅（停留所化）
- 嬉野温泉駅
- 薩摩郡山駅

## 休止・廃止路線
九州旅客鉄道時代の路線も含む。★印は国鉄バス時代末期に廃止。

### 高速バス
- 「レインボー号」名古屋 - 福岡〈博多駅〉 （ジェイアール東海バスと共同運行）
- 「サザンクロス博多号」堺・大阪〈なんば〉 - 福岡〈博多駅〉・前原（西日本ジェイアールバス、南海電気鉄道、昭和自動車と共同運行）
- 「うれしのライナー号」唐津 - 武雄温泉・嬉野温泉（昭和自動車と共同運行）
- 直方 - 福丸 - 福岡〈博多駅〉 （西日本鉄道と共同運行）
- 「山陽道昼特急博多号」福岡 - 神戸・大阪（西日本JRバスと共同運行していた）
- 「たいよう」福岡〈博多駅〉 - 人吉 - 都城 - 宮崎〈宮交シティ・宮崎駅〉
- 鹿児島 - 広島「鹿児島ドリーム広島号」（中国JRバスと共同運行、期間限定運行）
- 宮崎・延岡 - 大分・別府「パシフィックライナー」（宮崎交通・大分バス・大分交通・亀の井バスと共同運行）
- 福岡 - 宇部・山口「福岡・山口ライナー」（JR九州バスのみ撤退、共同運行していた中国JRバスは運行継続）
- 宮崎 - 延岡「ひむか号」（JR九州バスのみ撤退、共同運行していた宮崎交通は運行継続）
路線概要
宮崎県宮崎市と延岡市を結ぶ。2014年3月16日に東九州道延岡 - 宮崎間が全線開通したことに伴い、同年度より運行されている。宮崎市 - 延岡市間を運行する路線バスは、1999年に宮崎交通の一般道経由の宮崎 - 延岡間が廃止されて以来、15年ぶりとなる[17]。運行開始当時は8往復。
路線沿革
2014年（平成26年）
4月1日 - 宮崎交通とJR九州バスの2社共同運行において各4往復の計8往復にて運行を開始（ノンストップ6往復・各停2往復）。運行区間：宮崎空港 - 宮交シティ - 県庁前 - 宮崎駅西 - 延岡駅前バスセンター。
10月1日 ダイヤ改正[18][19]。全便各停化。
2016年（平成28年）5月13日 ダイヤ改正。5往復に減便[20]。
2018年（平成30年）
4月1日 - 延岡駅前バスセンター廃止に伴い、延岡駅発着となる。
10月1日 - ダイヤ改正。JR九州バスが撤退し宮崎交通の単独運行となる。3往復に減便。

### 一般路線バス

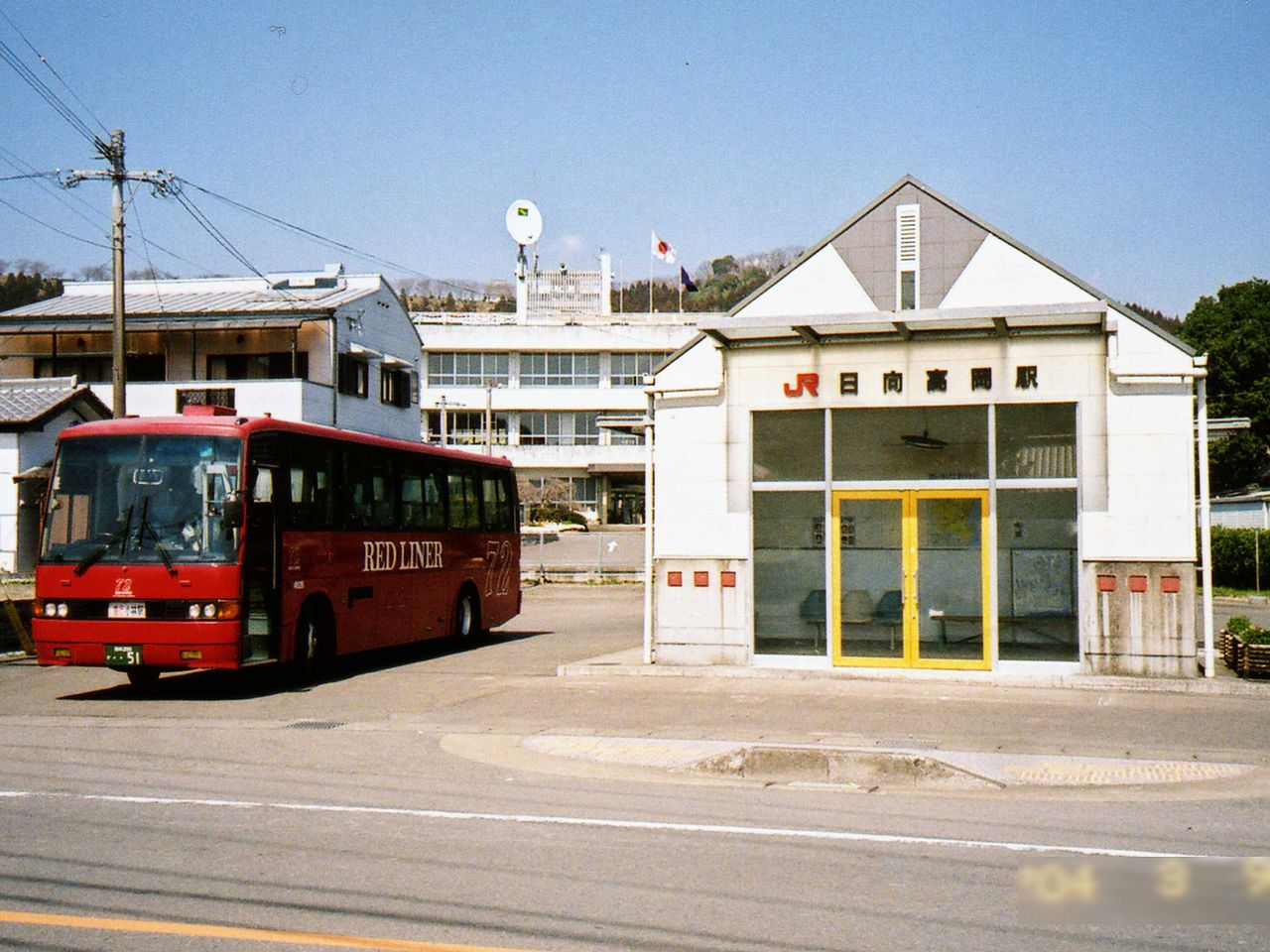
日向高岡駅（宮林線）644-6926

- 山鹿線（瀬高駅 - 山鹿温泉 - 肥後大津駅）※山鹿支店
熊本電気鉄道（山鹿温泉 - 肥後大津間）・産交バス（瀬高 - 肥後大津間）が運行を引き継ぐ。なお、福岡県内区間（瀬高 - 南関）は、2009年9月末をもって廃止（廃止区間の一部はみやま市福祉バスに引き継がれた）。山鹿温泉 - 肥後大津間は産交バスと熊本電気鉄道で共同運行していたが、2011年9月末をもって熊本電気鉄道が撤退し、全線産交バスでの運行となった。
- 熊本空港線（山鹿温泉 - 菊池 - 熊本空港）※山鹿支店（営業所当時）（九州産業交通と共同運行していた）
- 坂ノ市線（坂ノ市駅 - 延命寺 - 中判田駅）※大分支店（旧）
- 佐賀関線（坂ノ市駅 - 幸崎駅 - 佐賀関）※大分支店（旧）
坂ノ市・佐賀関の各路線は大分バスが引き継ぐ
- 宮林線（宮崎駅 - 小林駅）※宮崎支店
- 日肥線（宮崎駅 - 妻 - 村所 - 湯前駅など）※妻営業所→宮崎支店
- 都城線（都城駅 - 末吉・油津駅）※都城営業所
宮林線・日肥線・都城線は宮崎交通が運行を引き継ぐ。ただし日肥線の村所 - 湯前間は西米良村営バスが担当
- 国分線（※国分営業所）
鹿児島空港 - 国分駅 - 垂水中央・（旧）垂水港・桜島港
その後、鹿児島交通（現三州自動車）が運行を引き継ぐ。なお、現在、国分方面から桜島港方面への系統はない。
（旧）垂水港・垂水中央 - 桜島口 - 古里温泉 - 桜島港
現在、鹿児島交通（現三州自動車）が運行を引き継ぐ。
国分駅 - 大隅福島 - 大隅西山 - 検校橋・脇元
鹿児島交通が運行を引き継ぐが2006年に廃止。
国分駅 - 大隅福島 - 大隅西山 - 浜之市 - 隼人駅
その後、林田バス（現鹿児島交通）が運行を引き継ぐ、2023年現在の隼人巡回バスの原点
国分駅 - ソニー国分前 - 隼人駅
林田バスが運行を引き継ぐが2006年に系統廃止、ただし路線は隼人国分循環線の一部区間として残存。
国分駅 - 国分高校前 - 城山公園（臨時）
現在、同区間を運行するバスはない
国分駅 - 川内局前 - 川原小前 - 萩ノ元
林田バスが運行を引き継ぐが2006年に系統廃止、ただし路線は霧島市コミュニティバス（国分ふれあいバス）の一部区間として残存。なお、この系統自体はいわさきバスネットワークには引き継がれていない。
国分駅 - 旭通 - 清水 - 郡田
現在は一部区間であるが国分ふれあいバスが運行している。
国分駅 - 上小川 - 脇元
鹿児島交通が運行を引き継ぐが2006年に廃止。
国分駅 - テクノパーク（上野原遺跡） - 上の段
鹿児島交通が運行を引き継ぐが2006年に廃止。
★国分駅 - 姫城温泉 - 日当山
ほぼ同区間を鹿児島交通（当時は林田産業交通）の路線が並行して運行している。
- 加治木線（加治木駅 - 蒲生町 - 入来 - 宮之城）※蒲生営業所
加治木駅 - 辺川・菖蒲谷 - 嶽
加治木町に引き継ぎ、のちに南国交通に運行を委託
- 山川線（山川駅 - 開聞駅 - 枕崎駅）※山川営業所
鹿児島交通が運行を引き継ぐ。なお、現在は系統が分割している
- 北薩線
  - 鹿児島駅 - 川田・郡山 - 岩戸
  - 鹿児島駅 - 川田・郡山 - 都迫
  - 鹿児島駅 - 川田・郡山 - 東俣
  - 鹿児島駅 - 郡山 - 薩摩大浦
  - ★宮之城 - 入来町 - 北薩永野
  - 宮之城 - 出水駅 - 米ノ津港

宮之城 - 出水間は南国交通のエアポートシャトルが代替している。
  - 宮之城 - 登尾

南国交通が運行を引き継ぐが後に撤退し、現在は乗合タクシー化されている
- 鞍手線 （宮田町 - 本城 - 宮田病院 - 鞍手町立病院 - 鞍手駅）※直方支店
- 内ヶ磯線（直方駅 - 市役所前 - 溝掘 - 下境 - 養護学校前 - 永満寺団地 - いこいの村入口 - 内ヶ磯）※直方支店

西鉄バス筑豊が運行を引き継ぐ。
- 日吉線・毛勝線・水町線 ※直方支店
- 臼三線（臼杵駅 - 野津 - 三重町駅）※臼杵支店→大分支店（新）

大野竹田バス（大分バスグループ）が運行を引き継ぐ。
- 直方線
  - 粟島線（福間駅 - 粟島神社前 - 福間駅）
  - 東福間線（ふくま〜る）
  - 若木台線（ふくま〜る）
  - トリアス久山支線（深井 - 久山役場入口 - トリアス久山）
  - 東久原支線（久山 - 東久原）
  - 直方本線（津田町 - 鴨生田公園 二字町経由）これにより鞍手高校経由を本線に格上げ
  - 飯塚線（自衛隊前 - 幸袋本町）
  - 飯塚線（宮田 - 千石峡入口 - 庄司本村 - 幸袋本町 - 吉原町 - 新飯塚駅）
  - 福間線（福丸 - 見坂峠 - 内殿 - 総合病院前 - 福間駅(みやじ口)）
- 駅バスふくま〜る
  - ブルールート（福間駅 - 光陽台 - 福間駅）
  - グリーンルート（福間駅 - 福間小学校入口 - ふくとぴあ - 手光公民館前 - 光陽台 - 福間駅）

### コミュニティバス
- あいばす - 鹿児島市郡山地域の運行受託をしていた（いわさきバスネットワークへ移管）。
- 宮若市乗合バス - 宮若市福丸～中有木～宮若市役所間の路線を運行受託していた（誠心物流へ移管）。

## 貸切バス
貸切バスの営業エリアは、支店・営業所が所在する4県のうち福岡県・佐賀県・鹿児島県の3県全域と、長崎県大村市、佐世保市、東彼杵郡（東彼杵町、川棚町、波佐見町）である。

## 車両

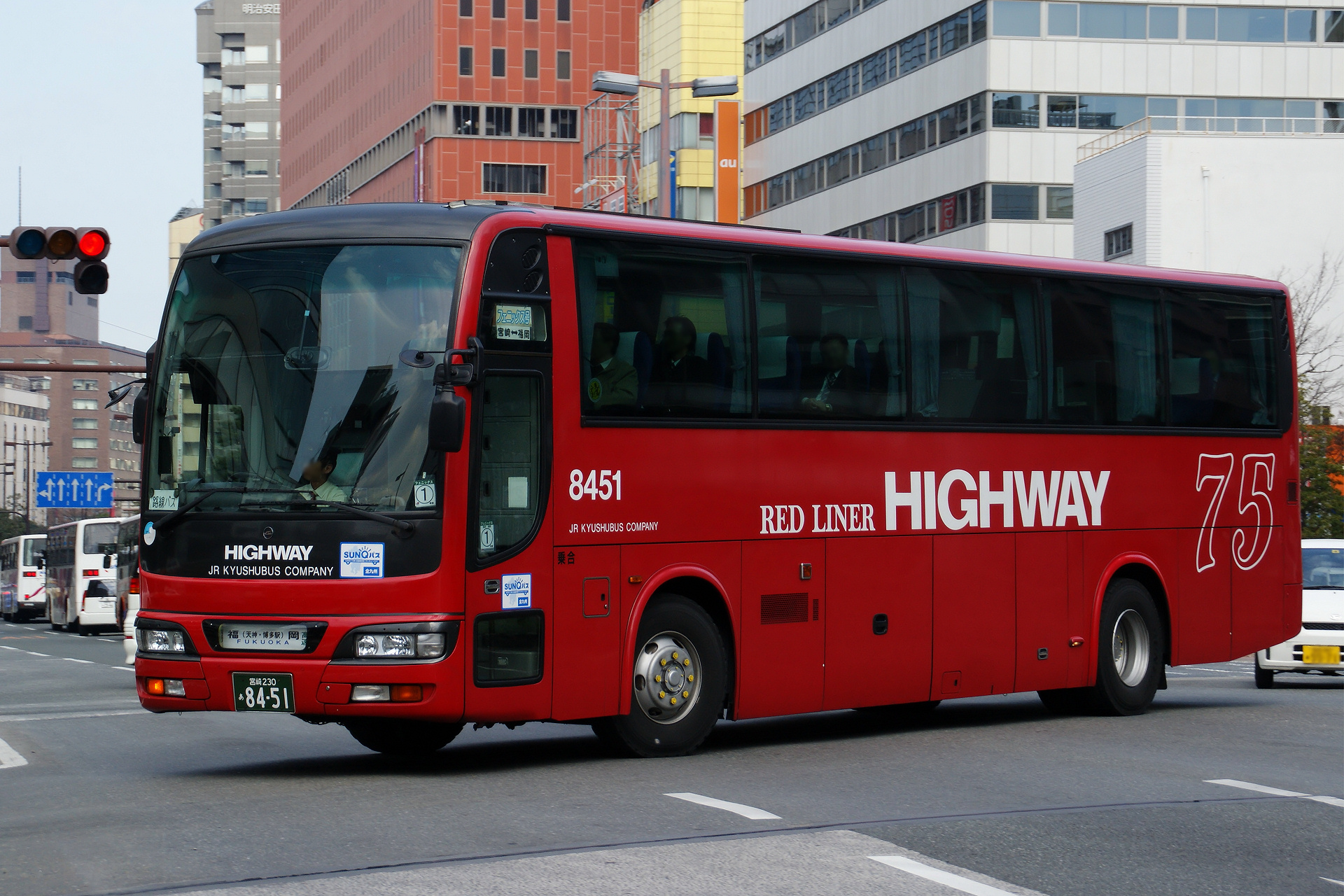
高速バス「RED LINER HIGHWAY」 748-04551

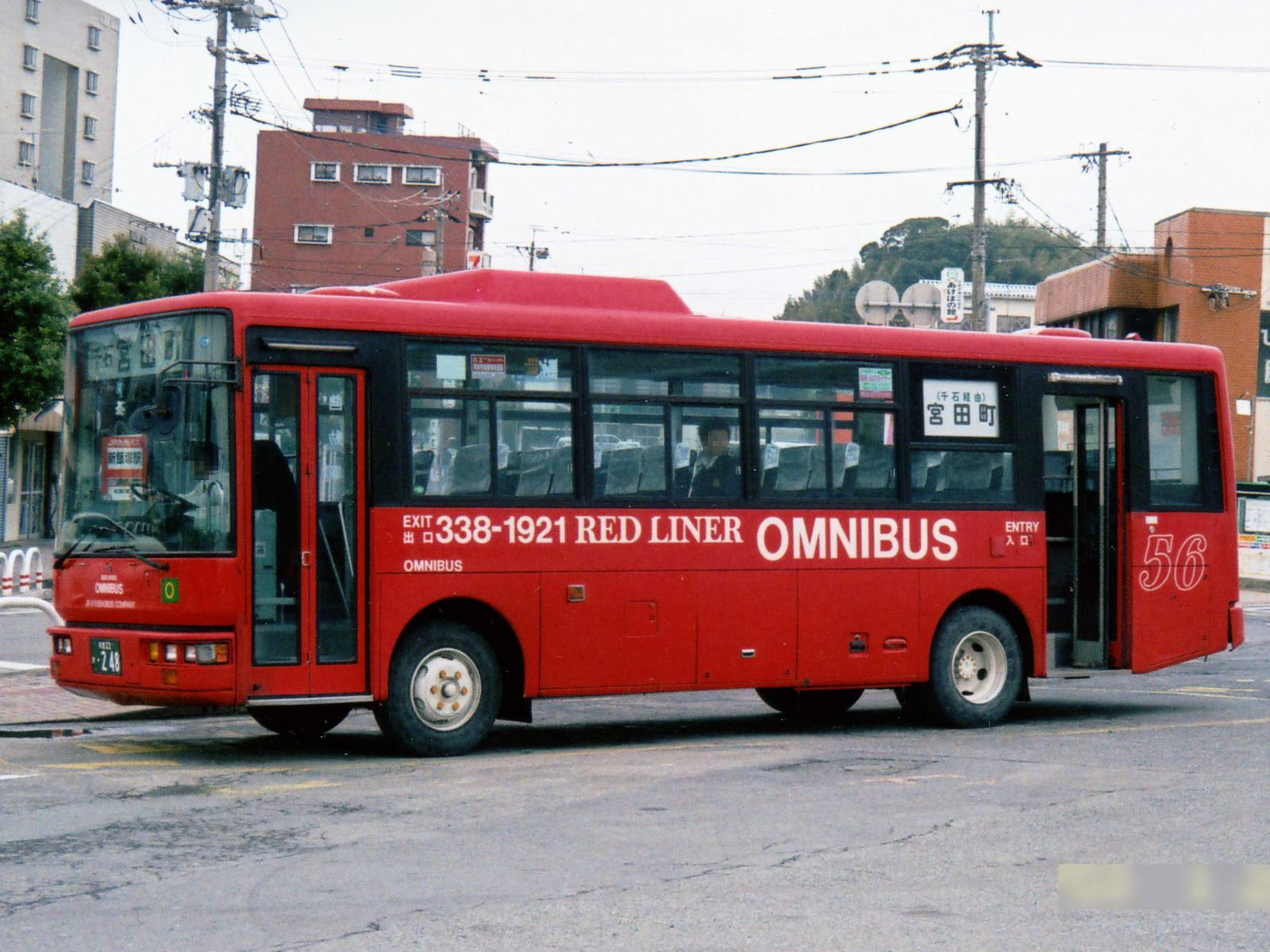
路線バス「RED LINER OMNIBUS」 338-1921

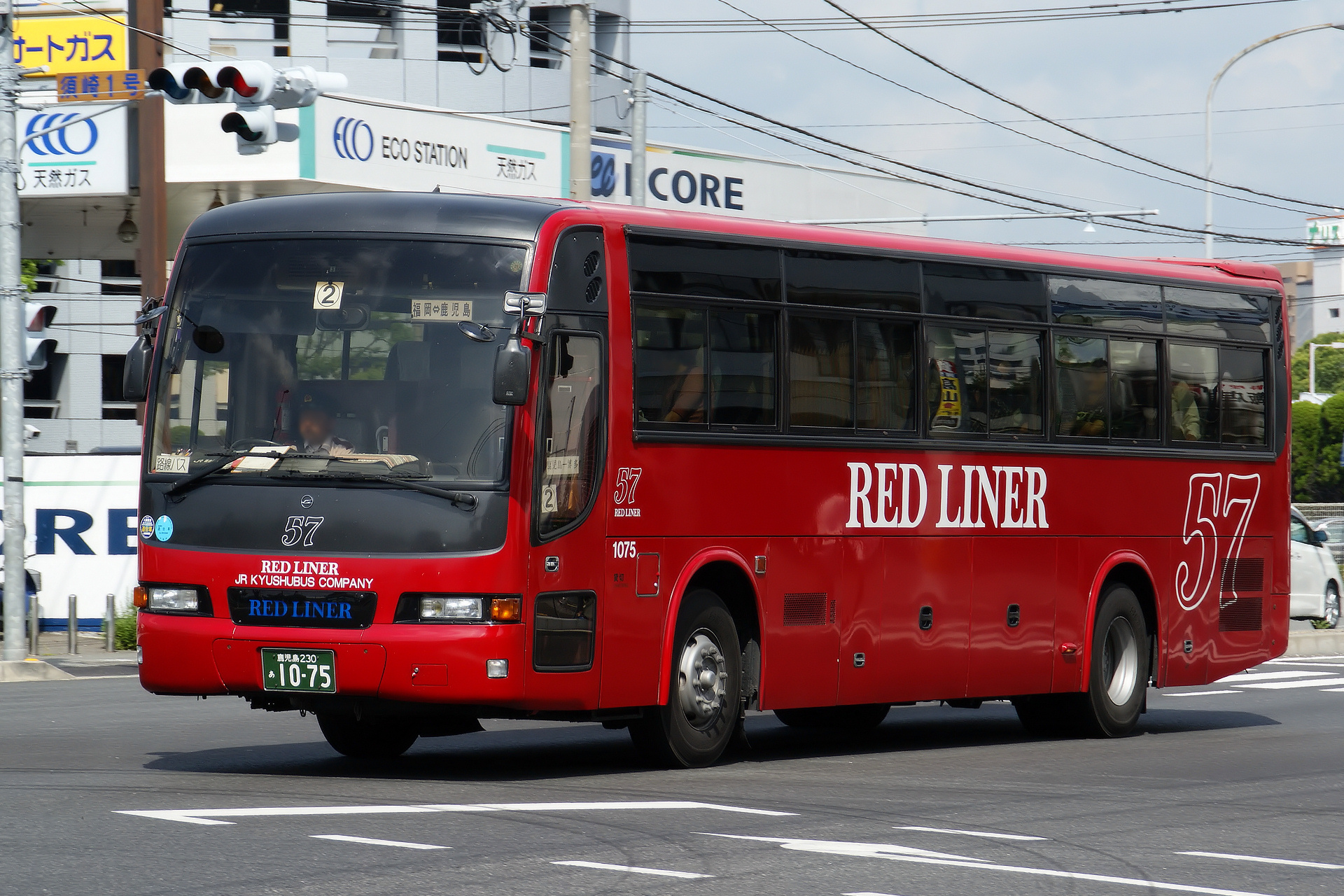
貸切車 641-0975

現在の塗装は水戸岡鋭治のデザインによる、「RED LINER」のロゴが入った赤一色（「バスレッド」とも呼ばれている）のデザインであるが、これは現在の親会社であるJR九州から分社化する前の1988年に貸切車ではじめて採用されたもので、その後のJR九州全体で原色系のデザインの車両が多数登場することになった。
車体に書かれている大きな数字は「デザイン番号」とも呼ばれ、デザイナーが2桁の数字から見た目が良いものを選び、その中から選択される。160台のバスに2桁番号を割り当てたため重複もあるなど、あくまでデザインの中の意匠として配したもので、車両称号とは関係なく、連番ともなっていない。
側面のロゴは、以下のように分類されている。
- 貸切車…「RED LINER」
- 一般路線車…「RED LINER OMNIBUS」
- 高速車…「RED LINER HIGHWAY」（貸切車から転用された車両は「RED LINER」のみ）
- 定期観光用…「RED LINER SIGHTSEEING」
- 空港連絡用…「RED LINER AIRPORT」

シンボルマークは国鉄バスからの伝統を受け継いだツバメであるが、他のJRグループのバスが西日本JRバスを除いて白ベースの車体側面に塗装でツバメのマークを表示しているのに対して、JR九州バスでは車両前面に小さな金属製のエンブレムが取り付けられているだけとなっている。
国鉄バス時代はいすゞ・三菱の車両が多かったが、民営化後は日野・日産ディーゼル（当時、現「UDトラックス」）も増加している。特に2000年以降は日産ディーゼル車が多く増備されている。また、民営化後には国鉄バス時代に採用例がなかった西日本車体工業の車体を架装した車両も多く導入されている。一般路線車については、2001年以降は他社からの譲受車 のみとなっていたが、2008年より新車導入が再開されている。
なお、日田彦山線BRTではJR九州が導入した専用の車両を使用している。詳細は日田彦山線BRT#使用車両を参照のこと。

### 車両称号
国鉄バスの附番法則をそのまま使用していた（国鉄バス#車両称号を参照）が、2004年11月以降の新車から、以下のような附番法則に変更された。なお、在来車の改番は行われていない。
車体には4桁に省略されて表記される事が多く、この省略表記は「ドア番号」と呼ばれている。省略方法は、基本的にはメーカー・年式（下1桁）・固有番号の数字から4桁としているが、年式以降の4桁をそのままドア番号として表記している車両も存在する。特に三菱車の場合は通常の省略方法の場合4000番台となることからこれを嫌い、例外的表記としている。
また、省略表記の数字をそのまま希望ナンバーにしている車両も多い。
| 7    | 4    | 8        | - | 05   | 5    | 54       |
| ---- | ---- | -------- | - | ---- | ---- | -------- |
| 車種 | 形状 | メーカー |   | 年式 | 装備 | 固有番号 |

- 車種
1…全長7000mm以下
2…全長8400mm以下（中型バス）
3…全長9000mm以下（中型バス）
4…全長9800mm以下（大型ショート系）
5…全長9800mm超（大型バス）
6…中長距離・観光・高速車
7…観光・高速車
- 形状
1…横向き座席
2…混合（半分以上が前向き）
3…前向き座席
4…リクライニングシート
- メーカー
1…いすゞ
4…三菱
7…日野
8…日産ディーゼル（当時、現「UDトラックス」）
- 年式
  - 西暦の下2桁。
- 装備
1…前扉・板ばね
2…前中扉・板ばね
3…前後扉・板ばね
4…3扉・板ばね
5…前扉・空気ばね
6…前中扉・空気ばね
7…前後扉・空気ばね
8…3扉・空気ばね
0…その他
- 固有番号
  - 01〜29…一般路線車
  - 30〜49…一般路線車（中古）
  - 50〜69…高速車
  - 70〜89…貸切車
  - 90〜99…その他

上記の法則により、「748-05554」は、「リクライニングシート装備の高速車で日産ディーゼル製、製造年はxx05年で、前扉・空気ばね装備の車両」における54号車ということになる。

## 乗車カード
JR九州のICカードであるSUGOCAは、開業より車内精算の実証実験を行っている日田彦山線BRT 以外に導入している路線はない。
直方線全線では2013年4月1日より西日本鉄道（西鉄）などが導入しているnimocaを導入しておりSUGOCAも相互利用としては利用可能である。全国相互利用対象カードであるKitaca、Suica、PASMO、TOICA、manaca、ICOCA、PiTaPa、はやかけんも利用可能。
北薩線では鹿児島市電・鹿児島市営バス・南国交通と同様、RapiCaが導入されている。鹿児島交通などのいわさきコーポレーション各社が導入しているいわさきICカードと相互利用が可能であるが、全国相互利用対象カードではなく片利用にも対応していない。
嬉野線では2022年9月20日よりnimocaが導入された。

## 注記
1. 1 2 3  “JR九州のバス事業譲渡”. 交通新聞 (交通新聞社):  p. 1. (2001年6月20日)
2. 1 2  JR九州バス株式会社 第25期決算公告
3. ↑  「JR年表」『JR気動車客車編成表 '02年版』ジェー・アール・アール、2002年7月1日、193頁。ISBN 4-88283-123-6。
4. 1 2  「JR年表」『JR気動車客車編成表 '03年版』ジェー・アール・アール、2003年7月1日、192-193頁。ISBN 4-88283-124-4。
5. ↑  「JR年表」『JR気動車客車編成表 '05年版』ジェー・アール・アール、2005年7月1日、190頁。ISBN 4-88283-126-0。
6. ↑  のちに誠心物流、その後現在は西鉄バス筑豊に委託されている。
7. ↑  2002年11月1日の法改正でアルファベットによる商号登記が解禁されたため、カタカナ表記だった「ジェイアール」を「JR」に変更することが可能になった。
8. ↑  『「JR九州バス」でnimocaのサービスを開始します』（PDF）（プレスリリース）2013年3月8日。2013年3月9日閲覧。
9. 1 2  “宮崎～延岡に高速バス、４月１日から運行”. 読売新聞. (2014年2月2日) 2014年2月5日閲覧。
10. ↑  東九州自動車道を活用した新たな高速バス路線が誕生します！ 平成27年春「宮崎・延岡 - 大分・別府線」運行開始予定 〜九州高速バスネットワークの充実でますます便利に！〜 (PDF)  - JR九州グループ News Release 平成27年1月27日
11. ↑  東九州自動車道経由 高速バス 宮崎・延岡〜大分・別府線 公募の愛称決定しました。いよいよ3/5から予約開始！ - 宮崎交通株式会社 News Release 平成27年3月4日
12. ↑  平成27年4月1日 東九州自動車道に新高速バス路線誕生！「宮崎・延岡〜大分・別府線」運行開始 〜38年りの直行バス復活を記念し「愛称」募集します〜 (PDF)  - 宮崎交通株式会社 News Release 平成27年2月4日
13. ↑  精神障がい者割引の導入について（お知らせ - JR九州バス公式サイト、2017年4月4日閲覧。
14. ↑  “福岡中部支店の無人化について”.   JR九州バス. 2022年1月18日閲覧。
15. ↑  “BRT ひこぼしライン 運行ダイヤ及び運賃について” (PDF) (Press release). 九州旅客鉄道. 26 May 2023. 2023年5月26日閲覧.
16. ↑  “日田彦山線BRTひこぼしライン運行体制について” (PDF) (Press release). 九州旅客鉄道. 29 May 2023. 2023年5月29日閲覧.
17. ↑  宮崎市長のページ 活動記録 平成26年度4月 - 宮崎市企画財政部秘書課
18. ↑  “「ひむか」お試しキャンペーン期間延長！10月末まで。”. 宮崎交通 (2014-09-10日). 2014年9月12日時点のオリジナルよりアーカイブ。2014年9月12日閲覧。
19. ↑  ひむか（延岡～宮崎） 宮崎交通
20. ↑  宮崎⇔延岡間高速バス、「ひむか」及び「パシフィックライナー」の利便性向上について JR九州バス、2016年5月13日
21. ↑  貸切バスご利用にあたって JR九州バス
22. 1 2 3 4  バスラマ・インターナショナル99号「ユーザー訪問：ジェイアール九州バス」の記述による。
23. ↑  都営バス・西武バスなど
24. ↑  例えば、旧附番表記の744-2952号は車体には「2952」と表記されている（バスラマ・インターナショナルより）。
25. ↑  “ひこぼしラインの乗り方”.   九州旅客鉄道. 2023年8月28日閲覧。
26. ↑  交通系ＩＣカードのサービス開始日の決定について (PDF)  - JR九州バス、2013年3月8日